# Poppelvecklarfly
Poppelvecklarfly, Ipimorpha subtusa är en fjärilsart som beskrevs av Michael Denis och Ignaz Schiffermüller 1775. Poppelvecklarfly ingår i släktet Ipimorpha och familjen nattflyn, Noctuidae. Arten är reproducerande i både Sverige och Finland och populationerna är bedömda som livskraftiga, LC. Inga underarter finns listade i Catalogue of Life.

## Bildgalleri

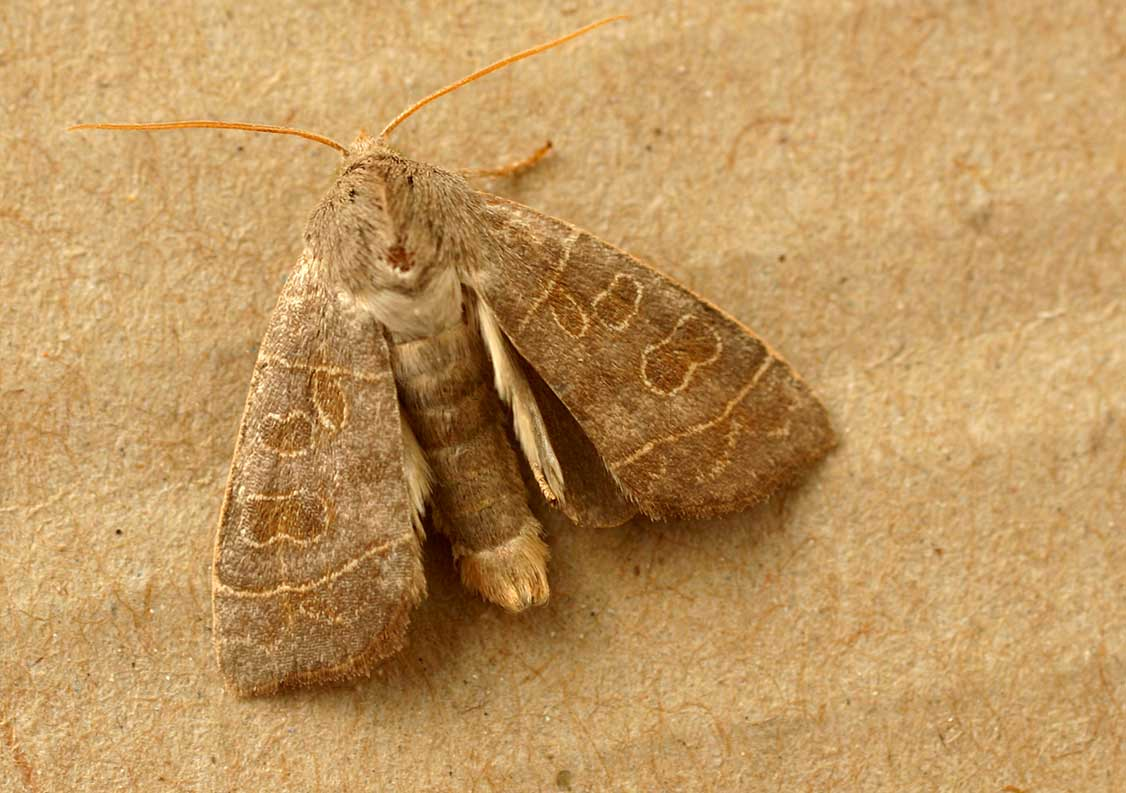
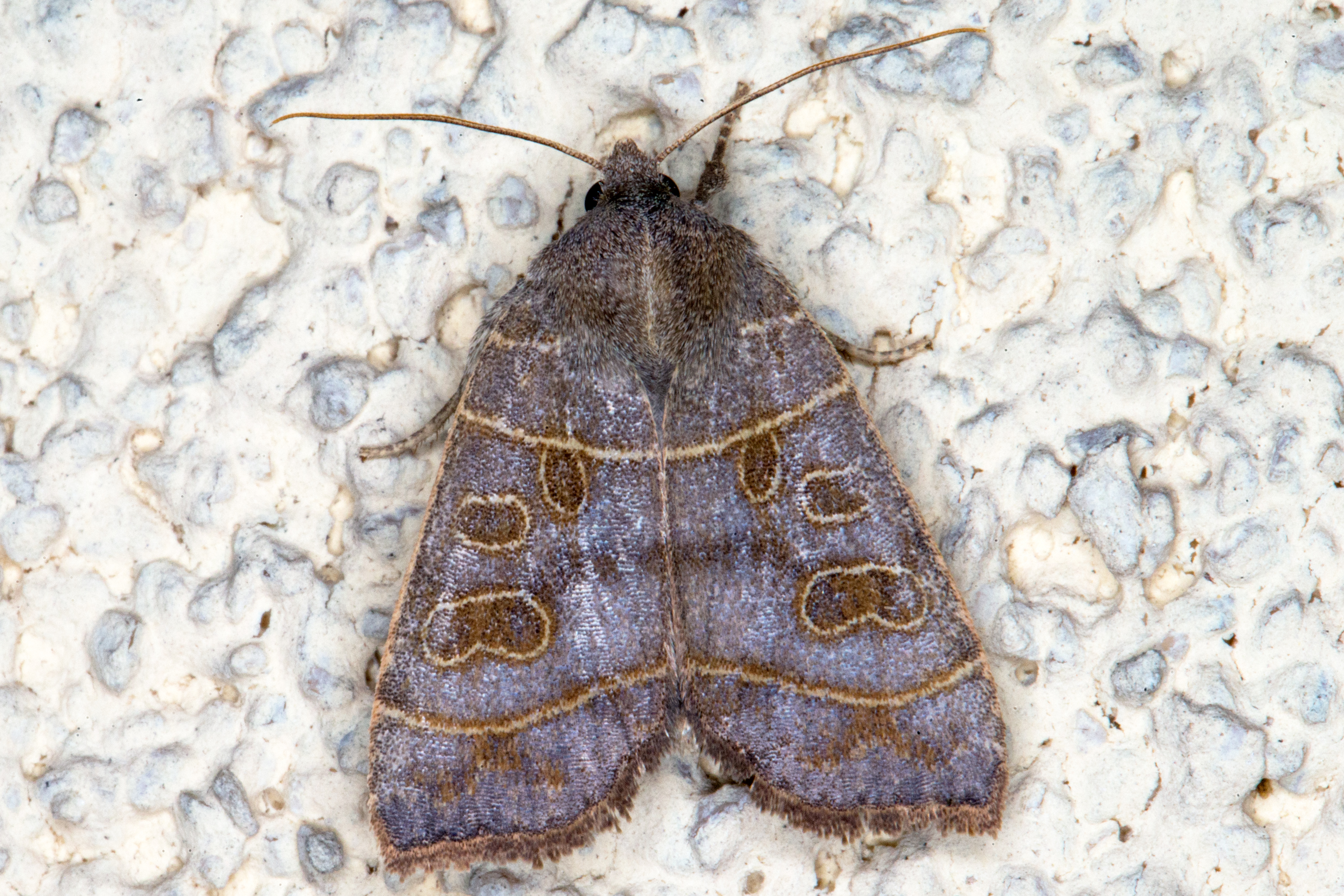
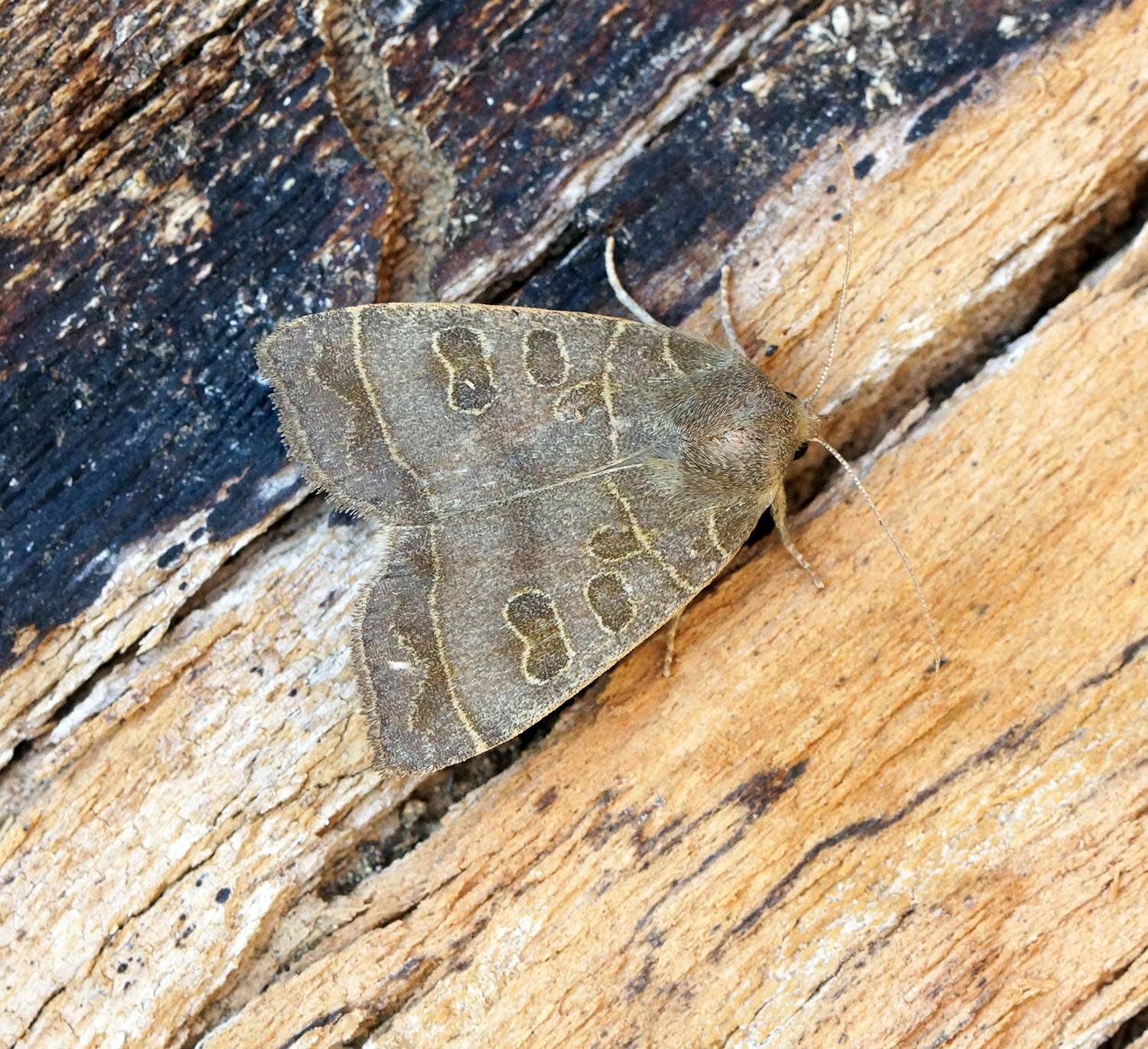